# Charles Homer Haskins
Charles Homer Haskins (21. december 1870 – 14. maj 1937) var den første amerikanske middelalderhistoriker i USA og rådgiver for præsident Woodrow Wilson.

## Biografi
Haskins blev født i Meadville i Pennsylvanien. Han var et "vidunderbarn" og var flydende i både græsk og latin da han var en lille dreng. Han fik PhD grad i amerikansk historie fra Johns Hopkins University allerede som 20årig, hvor han underviste indtil 1902. Da besluttede han sig for at ændre sit forskningsområde til middelalderhistorien. Han rejste til frankrig for at studere der. I 1912 vendte han tilbage til USA, hvor han underviste på Harvard indtil 1931.
Haskins blev involveret i politik og var en vigtig rådgiver for præsident Woodrow Wilson, som han havde mødt på Johns Hopkins. Da Wilson deltog i fredskonferencen i Paris i 1919, hvor Versaillestraktaten blev udarbejdet, var han ledsaget af tre rådgivere, hvoraf Charles Haskins var den ene. Han var chef for den vesteuropæiske gruppe i den amerikanske kommission på konferencen.
Haskins primære område som historiker var institutionerne som middelalderens universiteter og regeringer. Hans arbejdede afspejlede det optimistiske og liberalistiske synspunkt præget af det 20. århundrede, at en progressiv regering, som rekrutterede de bedste folk, var det bedste for et samfund. Hans studier af middelalderens Europas institutioner lagde derfor vægt på effektiviteten og succeserne for de bureaukratiske strukturer. De studier var analoge til institutioner i de moderne nationalstater.[kilde mangler]
Haskins mest berømte elev er middelalderhistorikeren Joseph Strayer, som fortsatte med at undervise mange af USA's middelalderforskere, hvoraf mange stadig er aktive.

## 12. århundredes renæssance
Haskins' mest berømte værk hedder The Renaissance of the Twelfth Century (1927). Ordet "renæssance" var for historikere i begyndelse af det 20. århundrede knyttet direkte til den italienske renæssance i 15. århundrede, sådan som en schweizisk litteraturhistoriker havde defineret betegnelsen. Haskins åbnede for en langt bredere forståelse af begrebet:
The continuity of history rejects violent contrasts between successive periods, and modern research shows the Middle Ages less dark and less static, the Renaissance less bright and less sudden, than was once supposed. The Italian Renaissance was preceeded by similar, if less wide-reaching, movements.
Haskins' banebrydende beskrivelse af en renæssance, der blomstrede i højmiddelalderen fra omkring 1070, mødte i begyndelsen en del modstand fra hans kolleger. Hans beskrivelse af en renæssance var bredere end bare en litterær genfødsel, og han fandt at 12. århundrede i Europa i mange forhold var en periode, præget af friskhed og livskraft; det var Korstogenes epoke, genurbaniseringen af Europa og fødslen af nationalstaterne i Vesten. Denne periode var kulminationen af den romanske kunst og begyndelsen på den gotiske; her blev litteraturen på folkesprogene født, samtidig med at den klassiske latinske litteratur blev genfundet sammen med romerretten, den græske videnskab og den græske filosofi med deres arabiske tilføjelser; det europæiske universitet havde sin oprindelse her, og den skolastiske tradition, som det fødtes af, fik stor indflydelse på lærdom; det 12. århundrede store indflydelse på juraen, arkitekturen, billedkunsten, dramaturgien og poesien mærkes stadig.
Haskins' fokus lå på højkulturen og han brugte den til at vise, at perioden i særdeleshed var præget af dynamik og vækst. Hans hovedemner var kunst og videnskabshistorie, og han fokuserede især på universiteterne, filosofi, arkitektur og litteratur. Senere studier har udvidet fokusområderne. Da først isen var blevet brudt begyndte andre forskere at studere tidligere perioder ud fra samme tilgang, og fx bliver lærdomsmiljøet ved Karl den Stores hof nu ofte betegnet som den Karolingiske renæssance, og i 1960 kunne Erwin Panofsky skrive om flere renæssancer indenfor vestlig kunst.
Haskins' tidligere studier af Normannerne er langt mindre kendt, men værket Norman Institutions fra 1918 er stadig et hovedværk for forståelsen af, hvordan regeringen i middelalderens Normandiet var opbygget.